# Zuzgen
Zuzgen (schweizerdeutsch: ˈtsʊtsgə) ist eine Einwohnergemeinde im Schweizer Kanton Aargau. Sie gehört zum Bezirk Rheinfelden, liegt im Westen der Region Fricktal rund drei Kilometer südwestlich der Grenze zu Deutschland und grenzt an den Kanton Basel-Landschaft.

## Geographie
Das Dorf liegt im mittleren Teil des Möhlintals, das von Südosten nach Nordwesten vom Möhlinbach durchflossen wird. Es gibt zwei historische Siedlungskerne, die mittlerweile zusammengewachsen sind: das Dorf Zuzgen im engeren Sinne und Niederhofen rund vierhundert Meter talabwärts. Der flache Talboden ist durchschnittlich knapp 200 Meter breit und wird von mehreren Hügeln des Tafeljuras begrenzt. Sie sind im unteren Bereich stellenweise sehr steil und gehen im oberen Bereich in ausgedehnte Hochebenen über, auf denen Landwirtschaft betrieben wird. Im Norden liegt der beinahe kreisrunde Chriesiberg (558 m ü. M.). Östlich des Dorfes liegt der Looberg (581 m ü. M.) mit dem gleichnamigen Weiler (569 m ü. M.). Dessen Hochebene ist etwa einen Kilometer breit und erstreckt sich über eine Länge von mehr als vier Kilometern in Richtung Südosten (bei Hellikon wird die Ebene Wabrig genannt, bei Wegenstetten Hersberg). In Richtung Süden zweigt das mehr als zwei Kilometer lange Reckental ab. Westlich davon erstreckt sich eine weitere ausgedehnte Hochebene mit dem Weiler Erfleten (568 m ü. M.). Der Chriesiberg, auf dem rund 300 Kirschbäume stehen, ist das letzte noch unverbaute Hochplateau des Schweizer Tafeljuras. Es ist eine Landschaftsschutzzone von nationaler Bedeutung.
Die Fläche des Gemeindegebiets beträgt 839 Hektaren, davon sind 290 Hektaren bewaldet und 48 Hektaren überbaut. Der höchste Punkt liegt auf 637 Metern an der südlichen Gemeindegrenze, der tiefste auf 360 Metern am Möhlinbach. Das Gemeindegebiet von Zuzgen ist Teil des Juraparks Aargau, einem «Regionalen Naturpark von nationaler Bedeutung». Nachbargemeinden im Aargau sind Zeiningen im Nordwesten, Mumpf im Norden, Obermumpf im Nordosten und Hellikon im Südosten. Im Südwesten grenzt Zuzgen an die Gemeinde Buus im Kanton Basel-Landschaft.

## Geschichte

Luftansicht, aufgenommen 1923 von Walter Mittelholzer

Die Gegend um Zuzgen war nachweislich bereits während der Römerzeit besiedelt, wovon einige Münzfunde und Mauerreste zeugen. Die Alamannen hinterliessen gut erhaltene Gräber. Im Jahr 1288 erfolgte in einer Urkunde der Johanniterkommende Rheinfelden die erste urkundliche Erwähnung von Zuzchon. Der Dorfname stammt vom althochdeutschen Uzinghofun und bedeutet «bei den Höfen der Sippe des Uzo». Wichtigster Grundbesitzer war das Damenstift Säckingen, das auch über die niedere Gerichtsbarkeit verfügte. Ab dem 13. Jahrhundert liess das Kloster seinen Dinghof, der neben Zuzgen auch Hellikon sowie Teile von Zeiningen und Wegenstetten umfasste, durch die Herren vom Stein als Meier verwalten, ab Mitte des 14. Jahrhunderts durch die Herren von Schönau.
Die Ausübung der Blutgerichtsbarkeit oblag dem jeweiligen Schirmvogt des Klosters. Zunächst waren dies die Lenzburger, später die Habsburger. Letztere verpfändeten nach dem Waldshuterkrieg von 1468 das gesamte Fricktal an Burgund. Als die Burgunder von den Eidgenossen während der Burgunderkriege vernichtend geschlagen worden waren, kam Zuzgen 1477 wieder unter österreichische Herrschaft. Als Folge der Reichsreform des österreichischen Kaisers Maximilian I. gehörte Zuzgen ab 1491 zu Vorderösterreich und lag in der Landschaft Möhlinbach, einer untergeordneten Verwaltungseinheit der Kameralherrschaft Rheinfelden (ab 1752 im Oberamt Breisgau). Im 17. Jahrhundert gab es kaum längere Friedenszeiten. Der Rappenkrieg, ein Bauernaufstand, dauerte von 1612 bis 1614. Der Dreissigjährige Krieg, der zwischen 1633 und 1638 auch das Fricktal erfasste, warf das Dorf in seiner wirtschaftlichen Entwicklung zurück. Auch während des Pfälzischen Erbfolgekriegs (1688–1697) zogen fremde Truppen durch die Region.
1797 wurde das Fricktal nach dem Frieden von Campo Formio ein französisches Protektorat. Während des Zweiten Koalitionskriegs verlief hier die Frontlinie zwischen den Armeen Frankreichs und Österreichs. Am 20. Februar 1802 wurde Zuzgen eine Gemeinde im Distrikt Rheinfelden des Kantons Fricktal, der sich im August der Helvetischen Republik anschloss. Seit dem 19. Februar 1803 gehört die Gemeinde zum Kanton Aargau. Ein grosser Brand zerstörte am 2. Juli 1801 die meisten Häuser des Dorfes. Eine Typhus-Epidemie zwölf Jahre später sowie mehrere Missernten führten dazu, dass viele Bewohner verarmten und auswandern mussten. Neben der Landwirtschaft, die bis weit ins 20. Jahrhundert hinein dominierte, gab es nur wenige Verdienstmöglichkeiten in den Industriebetrieben der Nachbargemeinden. Der Weinbau an den Südhängen von Chriesiberg und Looberg verschwand im 19. Jahrhundert.
Die mindestens seit 1288 bestehende Pfarrei Zuzgen umfasste auch den linksufrigen Teil von Hellikon. Dieser wurde 1788 im Zuge der josephinischen Reformen der Pfarrei Wegenstetten zugeteilt. Ein bedeutender Teil der Bevölkerung trat 1873 während des Kulturkampfs zur christkatholischen Konfession über (seit 1898 in der Kirchgemeinde Wegenstetten organisiert). Die Römisch-Katholiken errichteten 1901/02 gegenüber der alten, von den Christkatholiken genutzten Pfarrkirche ein eigenes Kirchengebäude. Jahrzehntelang blieb die Bevölkerungszahl stabil oder ging sogar leicht zurück. Seit Beginn der 1980er Jahre ist jedoch eine verstärkte Bautätigkeit zu verzeichnen, da immer mehr Menschen aus der Stadt Basel und ihren suburbanen Vororten hierher ziehen. Die Einwohnerzahl hat sich seither um über 50 Prozent erhöht.

## Wappen
Die Blasonierung des Gemeindewappens lautet: «In Blau auf drei grünen Hügeln fünf grüne Tannen, überhöht von sechsstrahligem gelbem Stern.» Das Wappen mit den fünf Tannen war erstmals auf dem Gemeindesiegel von 1872 abgebildet, aus den Schraffuren lassen sich jedoch keine Farben ablesen. Die Farbkombination Grün-Blau kam um 1945 auf. Aus heraldischer Sicht ist dies eine ungeeignete Kombination, da sich die beiden Farben gegenseitig neutralisieren und das Wappen keine Fernwirkung entfalten kann. Eine 2002 vorgeschlagene Änderung (gelber Schild und roter Stern) lehnte der Gemeinderat ab.

## Sehenswürdigkeiten
Am oberen Dorfeingang, beidseits der Hauptstrasse, stehen sich zwei Kirchen gegenüber. Die ältere ist die christkatholische St.-Georgs-Kirche, die 1737/38 unter der Leitung des renommierten Baumeisters Johann Caspar Bagnato errichtet wurde. Das barocke Gebäude war ursprünglich römisch-katholisch, ging 1878 an die Christkatholiken über und wurde danach zwei Jahrzehnte lang paritätisch genutzt. Da es den Römisch-Katholiken aufgrund einer Anweisung des Vatikans verboten war, darin das Abendmahl zu feiern, entschlossen sie sich zum Bau der neugotischen Pfarrkirche St. Georg, die 1901/02 nach Plänen des Architekten August Hardegger entstand.
Neben der christkatholischen Kirche steht der Pfarrspeicher, der 1723 errichtet wurde, um darin die Zehnten des Damenstifts Säckingen zu lagern. Insbesondere an der Schulstrasse sind einige Bauern- und Wohnhäuser aus dem 18. und 19. Jahrhundert erhalten geblieben. Auf dem Looberg befindet sich eine Kunstgalerie mit Werken des Bildhauers Paul Agustoni.

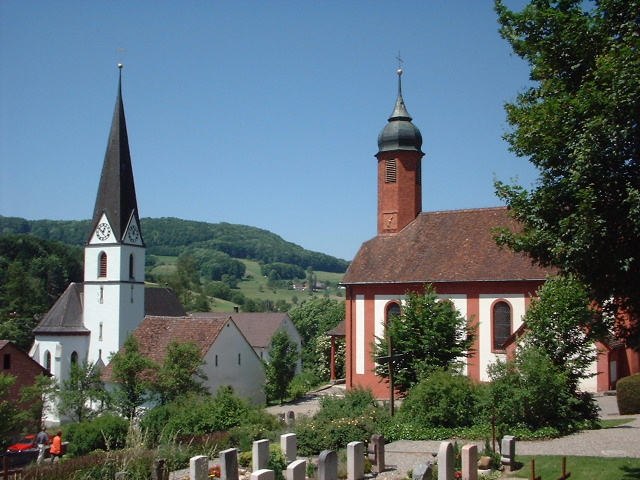
Die Kirchen von Zuzgen
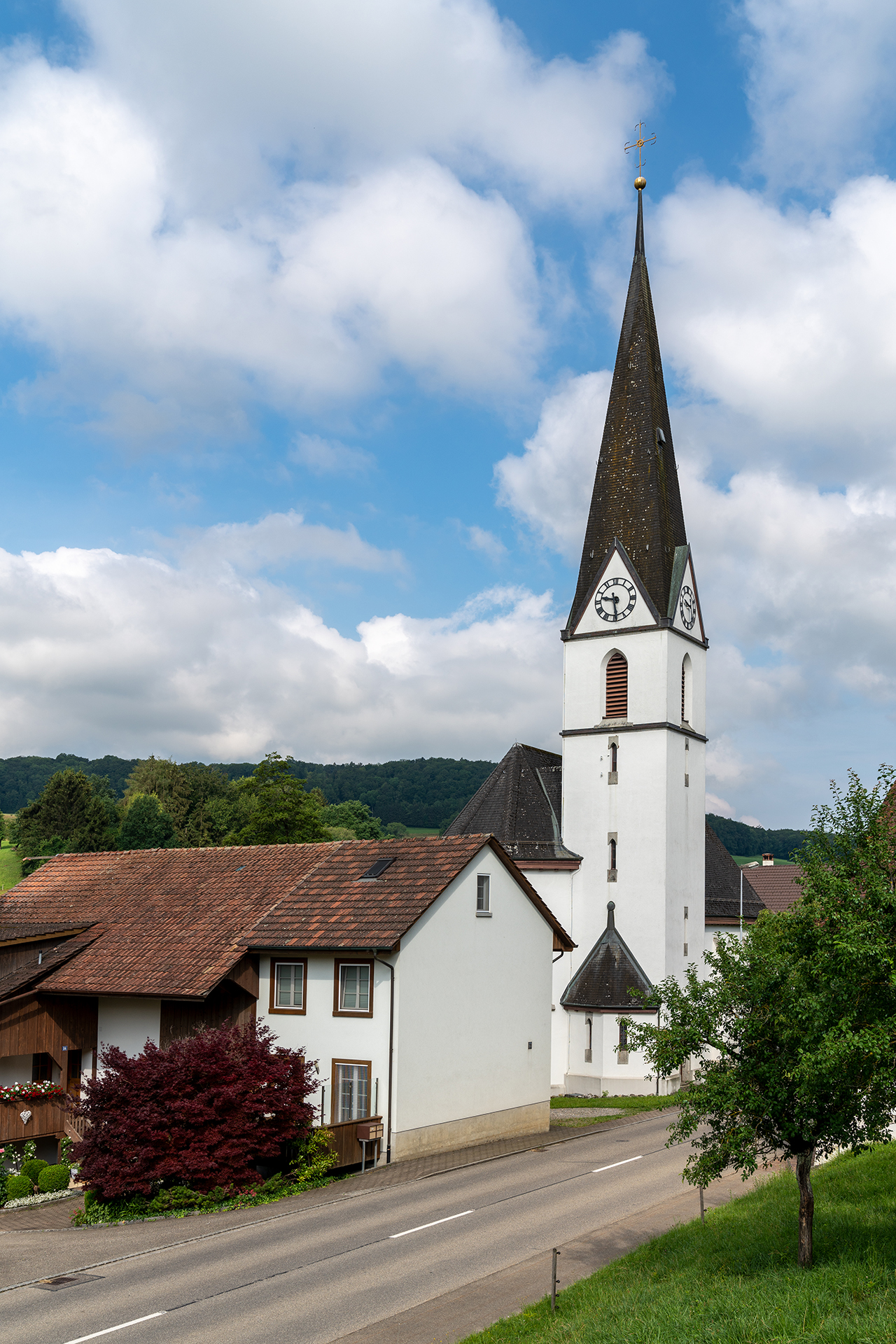
Pfarrkirche St. Georg
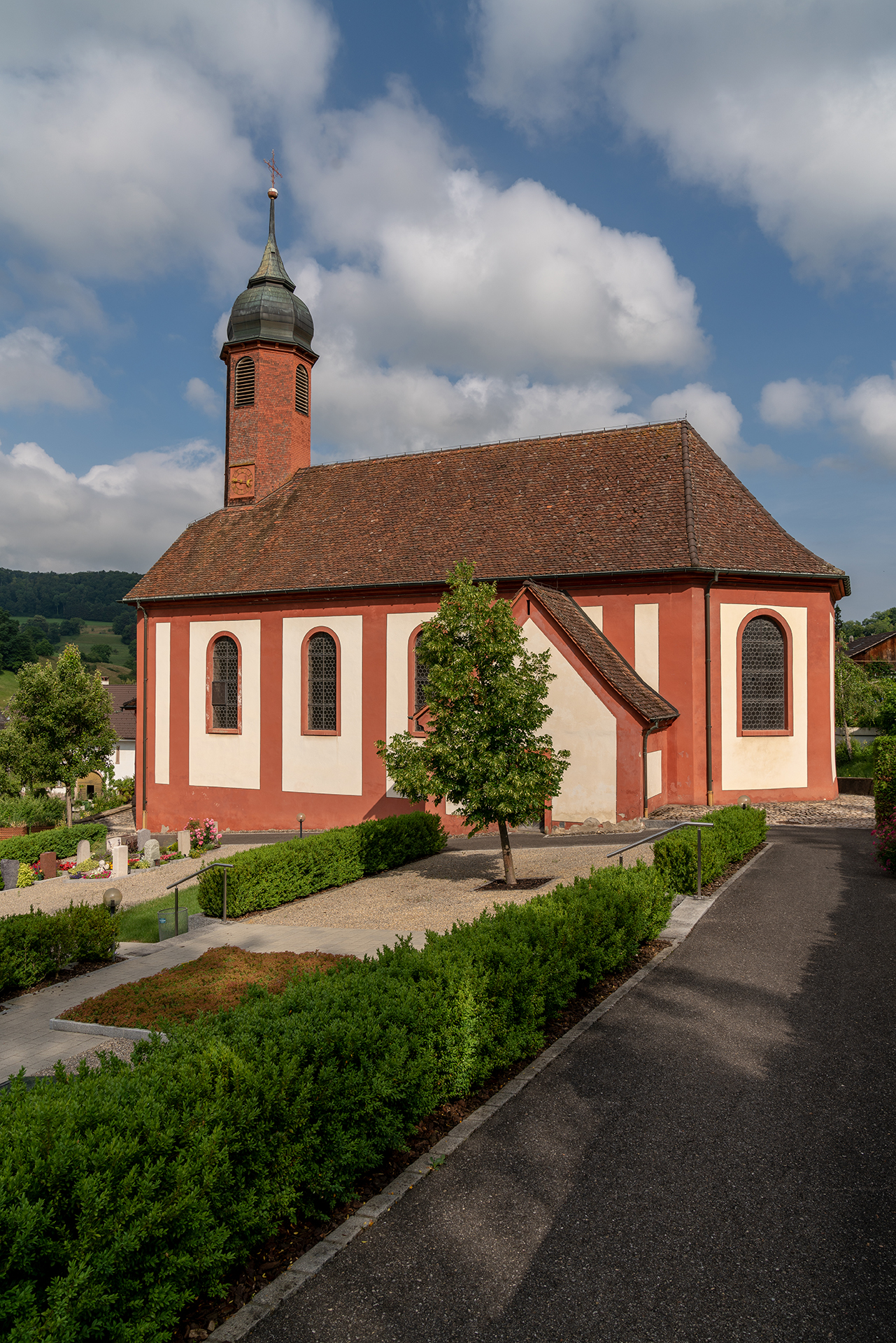
Christkatholische Kirche
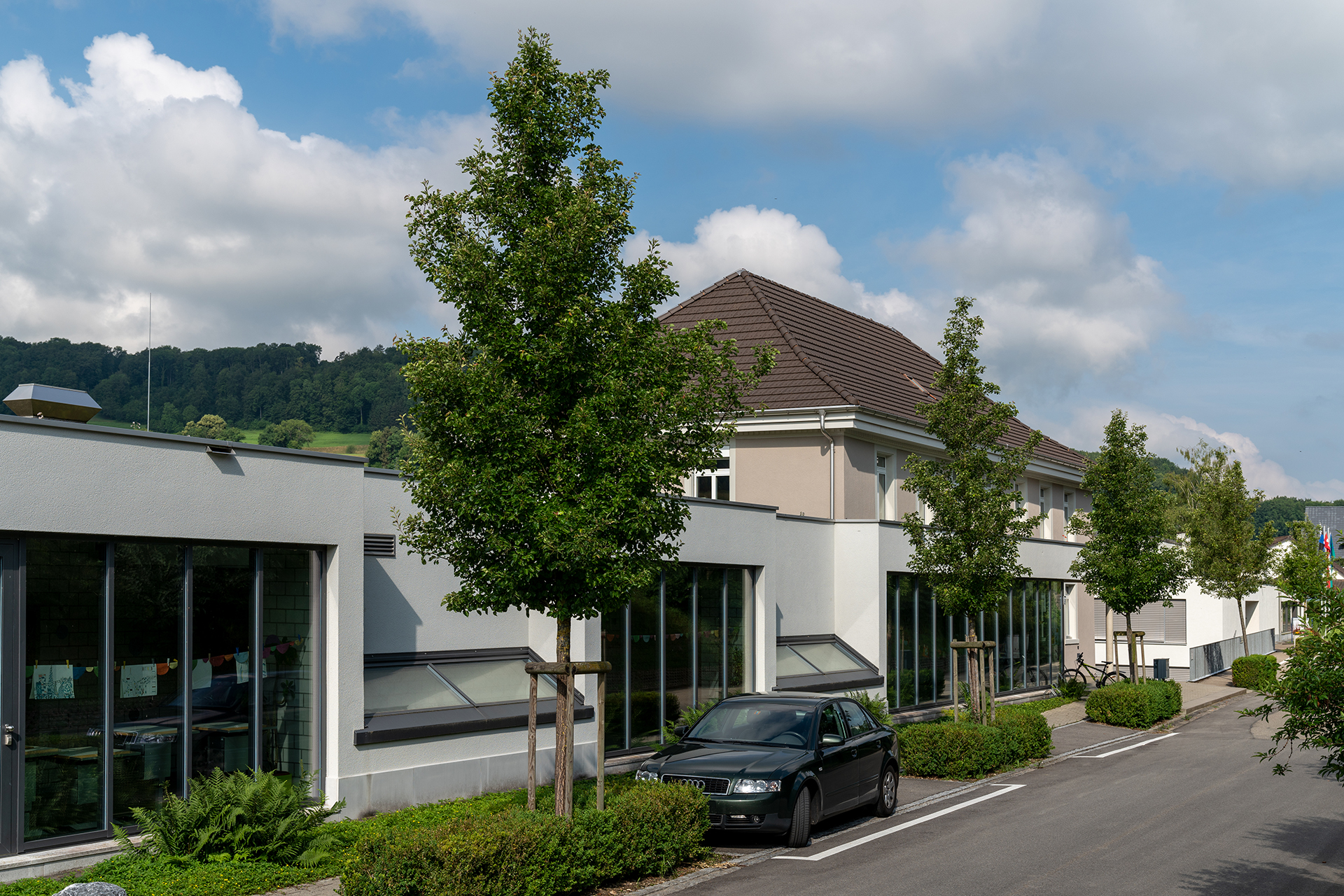
Schulhaus
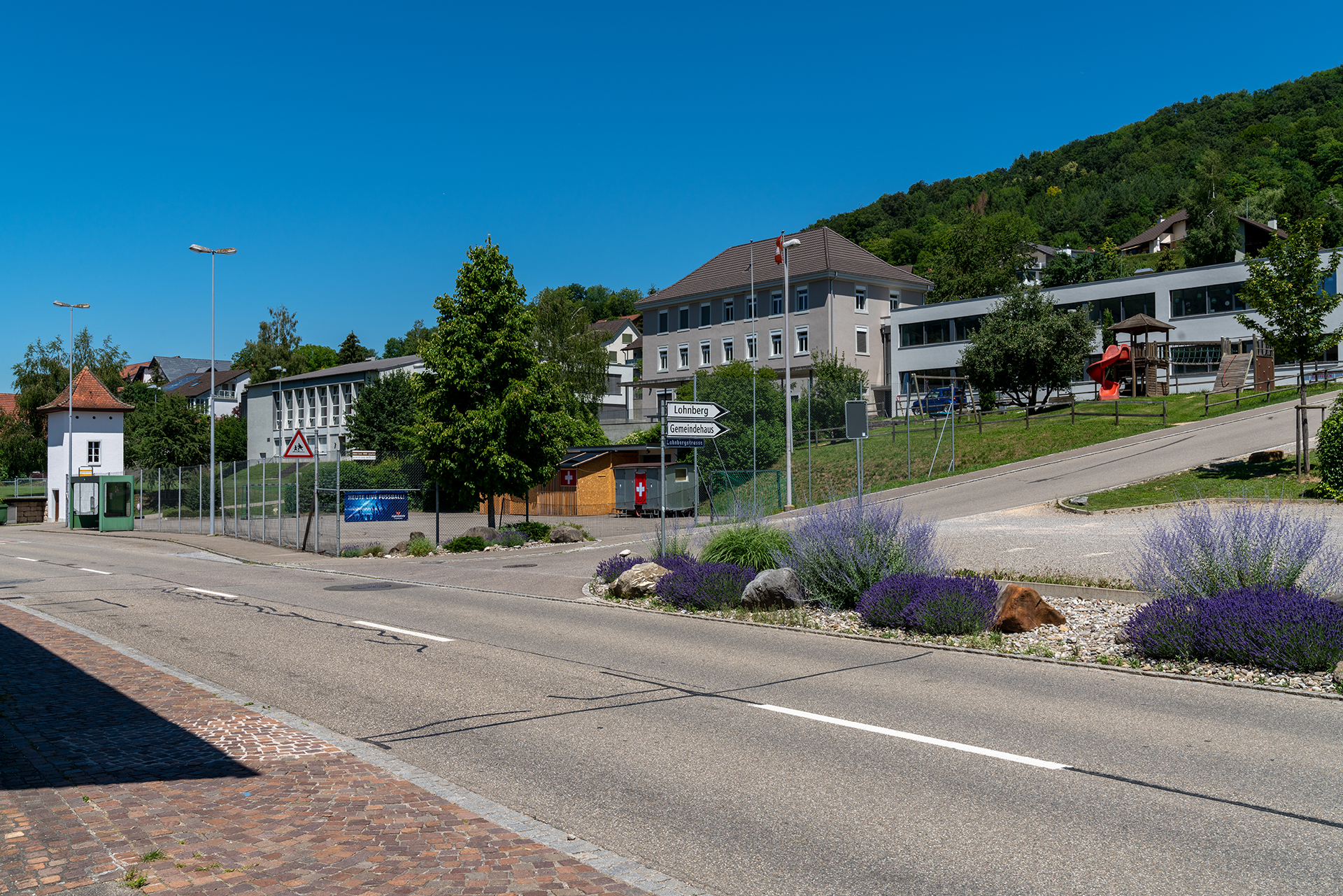
Schulanlage
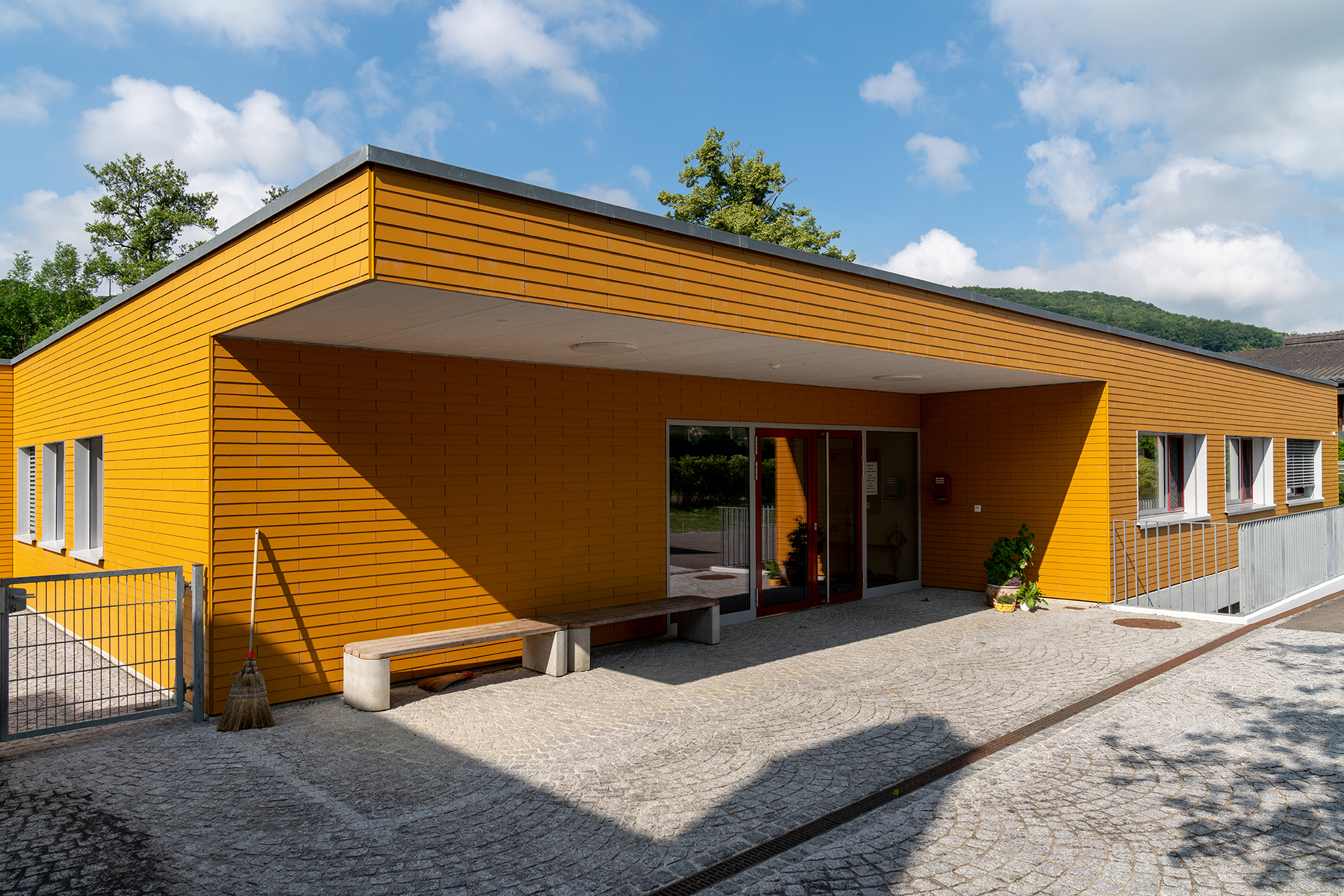
Gemeindezentrum

## Bevölkerung
Die Einwohnerzahlen entwickelten sich wie folgt:
| Jahr      | 1768 | 1850 | 1900 | 1930 | 1950 | 1960 | 1970 | 1980 | 1990 | 2000 | 2010 | 2020 |
| Einwohner | 308  | 775  | 606  | 575  | 587  | 624  | 595  | 545  | 646  | 729  | 848  | 881  |

Am 31. Dezember 2023 lebten 897 Menschen in Zuzgen, der Ausländeranteil betrug 17,2 %. Bei der Volkszählung 2015 bezeichneten sich 40,2 % als römisch-katholisch, 24,0 % als reformiert und 4,5 % als christkatholisch; 31,3 % waren konfessionslos oder gehörten anderen Glaubensrichtungen an. 97,8 % gaben bei der Volkszählung 2000 Deutsch als ihre Hauptsprache an und 1,1 % Albanisch.

## Politik und Recht

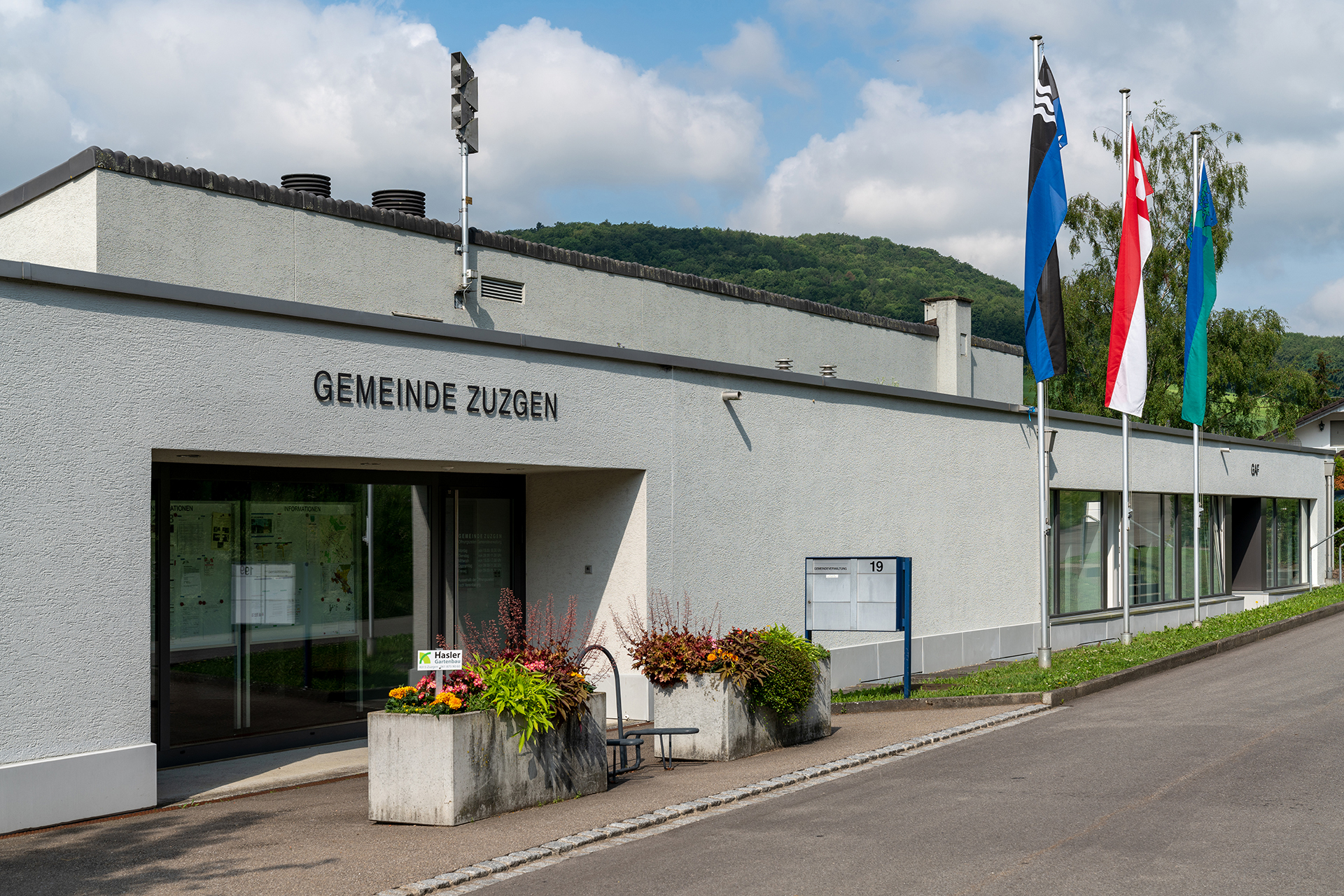
Gemeindehaus

Die Versammlung der Stimmberechtigten, die Gemeindeversammlung, übt die Legislativgewalt aus. Ausführende Behörde ist der fünfköpfige Gemeinderat. Er wird im Majorzverfahren vom Volk gewählt, seine Amtsdauer beträgt vier Jahre. Der Gemeinderat führt und repräsentiert die Gemeinde. Dazu vollzieht er die Beschlüsse der Gemeindeversammlung und die Aufgaben, die ihm vom Kanton zugeteilt wurden. Für Rechtsstreitigkeiten ist in erster Instanz das Bezirksgericht Rheinfelden zuständig. Zuzgen gehört zum Friedensrichterkreis XIV (Rheinfelden).

## Wirtschaft
In Zeiningen gibt es gemäss der im Jahr 2015 erhobenen Statistik der Unternehmensstruktur (STATENT) rund 230 Arbeitsplätze, davon 24 % in der Landwirtschaft, 11 % in der Industrie und 75 % im Dienstleistungssektor. Die meisten Erwerbstätigen sind Wegpendler und arbeiten in den grösseren Gemeinden des Fricktals und in der Agglomeration der Stadt Basel.

## Verkehr
Zuzgen liegt an der Kantonsstrasse 494, die von Möhlin durch das Möhlintal nach Wegenstetten verläuft. Kleinere Nebenstrassen führen nach Mumpf und Buus. Der nächstgelegene Anschluss der Autobahn A3 befindet sich bei Rheinfelden. Die Anbindung an das Netz des öffentlichen Verkehrs erfolgt durch eine Postautolinie vom Bahnhof Möhlin nach Wegenstetten. An Wochenenden verkehrt ein Nachtbus von Möhlin durch das Möhlintal und das Fischingertal zurück nach Möhlin.

## Bildung
Die Gemeinde verfügt über einen Kindergarten und eine Primarschule (1. bis 6. Klasse). Die Realschule und die Bezirksschule werden zusammen mit dem ganzen Möhlintal in Möhlin geführt, die Sekundarschule kann in Wegenstetten besucht werden. Aufgrund einer interkantonalen Vereinbarung können Jugendliche aus Teilen des Fricktals das Gymnasium in Muttenz (Kanton Basel-Landschaft) oder in Basel absolvieren.

## Persönlichkeiten
- Paul Agustoni (1934–2012), Schweizer Bildhauer
- Otto Frey (auch Otto Frey-Thilo; 1916–2004), Schweizer Bildhauer
- Hottinger, Josef (1900–1988), Maler
- Joseph Hürbin (1863–1912), Historiker